# Bactrocera strigifinis
Bactrocera strigifinis är en tvåvingeart som först beskrevs av Walker 1861.  Bactrocera strigifinis ingår i släktet Bactrocera och familjen borrflugor. Inga underarter finns listade.